# Paniculitis
Se llama paniculitis a cualquier proceso inflamatorio del panículo adiposo o tejido graso de la piel de distintas partes del cuerpo, principalmente de los miembros inferiores. 
El tipo más común es el eritema nodoso.

## Cuadro clínico
Esta enfermedad inflamatoria se caracteriza básicamente por la aparición de nódulos o tumefacciones eritematosas, duras y dolorosas, que constituyen una gran molestia para las personas que padecen esta enfermedad. Los nódulos son de tamaño variado, pudiendo medir entre 1 y 10 cm; pueden ser múltiples o únicos, y generalmente son de afección bilateral. Estos nódulos pueden verse acompañados de fiebre, astenia, artralgias y mialgias. Estas lesiones suelen resolver espontáneamente alrededor de una u ocho semanas dejando leves cicatrices o incluso una pequeña zona de sobrepigmentación en la parte lesionada. 

## Etiología
Puede ser idiopático, aunque hay gran variedad de enfermedades que la pueden causar, como son las infecciosas, las inflamatorias y las autoinmunitarias. Entre dichas enfermedades se consideran el lupus, la tuberculosis, la lepra, la fiebre reumática, la colitis ulcerosa, la enfermedad de Crohn, el cáncer, la sarcoidosis, la esclerodermia y la faringitis estreptocócica. Otras causas de paniculitis son el consumo de fármacos como sulfas, salicilatos (sales de ácido salicílico) y anticonceptivos orales.

## Tipos
Hay muchos tipos de paniculitis dependiendo de las características histológicas y el cuadro clínico. Entre ellas se consideran las siguientes:
1. P. Eritema nodoso
2. P. mesentérica
3. P. lobular con vasculitis o sin ella
4. P. septal con vasculitis o sin ella
5. P. lipomembranosa o membranoquística
6. P. eosinofílica

## Diagnóstico
Se debe realizar una biopsia del nódulo para determinar las características histológicas y así confirmar o descartar paniculitis propiamente dicha; asimismo, apoyarse en otras pruebas diagnósticas en busca de una enfermedad primaria como las anteriormente mencionadas. Es muy importante realizar una muy buena historia clínica para así poder encontrar la causa precisa de esta enfermedad y darle un adecuado tratamiento.

## Tratamiento
Se hace tratando la enfermedad de base, o la causa directa de la aparición de la paniculitis. Las lesiones se pueden tratar sintomáticamente en el manejo del dolor con antiinflamatorios anesteroideos y reposo. No obstante, los casos se resuelven en su mayoría espontáneamente, por lo que no requieren tratamiento.